# Phiomia
Phiomia ist eine ausgestorbene Gattung der Rüsseltiere und stellt nach Moeritherium einen weiteren Schritt in der Evolution dieser Säugetierordnung bis zu den heutigen Elefanten dar. Dieses vor etwa 35 Millionen Jahren im Oligozän lebende Tier bewohnte wie sein Vorfahre Seeufer und Flussränder und ernährte sich von Wasserpflanzen. Mit etwa 1,40 Meter Schulterhöhe war es etwas größer als Moeritherium und stand auf relativ hohen Beinen. Möglicherweise besaß das Tier bereits einen deutlich ausgebildeten Rüssel, was aus der großen Nasenöffnung und dem reduzierten Nasenbein geschlossen werden kann.
Die Bezahnung war durch die weitere Reduktion der Zahnanzahl und den Umbau der Molaren schon deutlich moderner als bei den früheren Rüsseltieren.  Allerdings befanden sich alle Zähne zur gleichen Zeit in Funktion, womit das Tier noch den vertikalen Zahnwechsel aufwies und sich damit deutlich von den späteren Rüsseltieren unterscheidet. Die Zahnformel lautet:{\displaystyle {\frac {1.0.3.3.}{1.0.2.3.}}}. Die Backenzähne wiesen einen lophodonten Zahnaufbau auf. Dabei besaß der letzte Prämolar zwei Querleisten, während alle Molaren über drei (trilophodont) verfügten. Die Schneidezähne waren zu Stoßzähnen umgebaut. Dabei besaß Phiomia je einen Stoßzahn pro Kieferast. Die Stoßzähne hatten an den Alveolen erst einen runden Querschnitt und wurden zur Spitze hin seitlich immer schmaler mit einem ovalen Querschnitt. Sie zeigten eine deutlich nach unten gerichtete Krümmung und erreichten eine Länge von teils über 45,9 cm. Die unteren Stoßzähne waren deutlich kürzer und eher gerade geformt.
Phiomia gehört zu den reichen fossilen Wirbeltierfunden, die im Fayyum-Gebiet in Ägypten entdeckt wurden. Der trilophodonte Aufbau der Molaren stellt die Rüsseltiergattung in die Elephantiformes. Dabei stellt sie eine Schwesterklade zu Palaeomastodon dar. Unter den Nachfahren von Phiomia finden sich die Gomphotherien und später die Echten Elefanten mit den Mammuts und den heute lebenden drei Elefantenarten. Palaeomastodon entwickelte sich zu den Mammutiden weiter.
Heute werden zwei Arten von Phiomia anerkannt:
- Phiomia major Sanders, Kappelman & Rasmussen 2004
- Phiomia serridens Andrews & Beadnell 1902

Die wissenschaftliche Erstbeschreibung von Phiomia stammt von Charles William Andrews und Hugh John Llewellyn Beadnell aus dem Jahr 1902. Grundlage dafür bildeten ein Unter- und ein Oberkieferfragment, an denen jeweils noch die Stoßzähne erhalten waren. Die Funde stammten aus El Fayum. Aufgrund der besonderen Ausprägung der Stoßzähne vermuteten beide Autoren, dass es sich bei den Fossilien um Reste eines Vertreters der Creodonta handelte. Nur vier Jahre später verwies Andrews in seinem Katalogwerk zu den Fossilien von Fayum Phiomia zu den Rüsseltieren.